# Пароброд Делиград
Пароброд Делиград, први брод Српског краљевског повлашћеног бродарског друштва, у употреби од 1851. до 1914, на редовној дунавској траси Београд–Неготин (Радујевац). Био је и званични дипломатски брод српских владара, пре свега кнеза Милоша и кнеза Михаила.

## Краљевско Српско повлашћено бродарско друштво
Савремено речно бродарство у Србији започело је 1862. године, када је указом кнеза Михаила, од Русије купљен пароброд „Делиград“, тако назван по делиградском шанцу у Првом српском устанку. Изграђен је у Француској 1851. имао је носивост од 275 тона и пловио успешно преко пола века Дунавом, Савом и Тисом. Посредни докази који указују на то да се тадашња српска влада одлучила за набавку пароброда „Делиград“, била је потреба за модернизацијом саобраћаја, како бис се задовољиле све веће потребе за превозним средствима које су настајале услед појачане робно-новчане привреде у Србији. У то време обала Саве и Дунава, на српској страни, од Дрине до Тимока износила је 502 километра и повезивала је Србију са Црним морем.
Међу истакнутим капетанима пароброда "Делиград" су и капетан Младен Ђуричић и капетан Божидар Ђаја. 

## Дунавски пароброд
Са „Делиградом“ се кнез Милош вратио у Србију после Светоандрејеске скупштине, њиме се послужио кнез Михаило за одлазак у Цариград 1867. године, а „Делиград“ је и први ратни брод на пару јер је у ратовима био наоружан са два топа. Исте те године овај пароброд је одвезао из Београда низ Дунав и последњег турског Али Риза-пашу, што је Љубомира Ненадовића инспирисало да испева узбудљиве патриотске стихове под насловом „Делиград“. Пароброд је преправљен 1895. године у модеран путнички брод и од тад па све до 1914. године превозио је на линији Београд-Радујевац.

## Два велика пароброда Мачва и Делиград
Оснивањем Српског бродарског друштва 1891. године, који је наследник Првог Краљевског Српског повлашћеног бродарског друштва, држава је уступила „Делиград“ на коме се вила први пут српска тробојка. Пароброд „Мачва“ преузима улогу „Делиграда“, и постаје први званични брод Српског бродарског друштва, набављен за те потребе из Ђенове 1893. Српско бродарско друштво у то време располаже са три брода, „Мачвом“, првим паробродом Друштва, тегљачем „Београд“, а од државе преузима пароброд „Делиград“.